# Georges de Baillet-Latour
Pour les autres membres de la famille, voir Famille de Baillet-Latour.
Georges Alexandre Marie, comte de Baillet-Latour, né à Gand le 8 avril 1802 et décédé à Bruxelles le 18 avril 1882, est un homme politique belge francophone libéral.
Il fut propriétaire terrien.
Il fut bourgmestre de Merlemont et membre de la Chambre des représentants pour l'arrondissement de Philippeville,,.

## Liens
- Famille de Baillet-Latour